# Søren Hildebrand
Søren Hildebrand (født 1. februar 1962) er en dansk håndboldtræner, der har været cheftræner for FHK Elite i Håndboldligaen siden 2009, hvor han kom fra Viborg HK, hvor han havde trænet deres ligaherrer. 
Han har tidligere været assistenttræner for Viborg HKs ligadamer, Grønland, Skovbakkens kvinder og Vrold Skanderborgs herrer. Han var cheftræner for Viborg HKs herrer fra 2005 til 2009. 